# Linoleum (film)
Pour le revêtmement, voir Linoleum.
Pour plus de détails, voir Fiche technique et Distribution.
Linoleum est un film américain écrit et réalisé par Colin West. Il a été présenté en avant-première le 12 mars 2022 aux États-Unis lors du festival South by Southwest et le 9 décembre 2022 en France à l'occasion du Paris International Fantastic Film Festival.

## Synopsis
Cameron Edwin (Jim Gaffigan) a toujours voulu devenir astronaute. Lorsqu'un morceau de fusée s'écrase un jour dans son jardin, il décide de réaliser son rêve.

## Fiche technique
- Titre original : Linoleum
- Réalisation : Colin West
- Scénario : Colin West
- Musique : Mark Hadley
- Direction artistique : Kaili Corcoran
- Décors : Dani Broom-Peltz
- Costumes : July Rose White
- Photographie : Ed Wu
- Montage : Keara Burton
- Production : Chadd Harbold, Dennis Masel, Chad Simpson
- Sociétés de production : Brain Scratch Productions, Sub_Sequential Pictures
- Société de distribution : Blue Fox Entertainment (en)
- Langue originale : anglais
- Genre : comédie dramatique, science-fiction
- Durée : 101 min
- Dates de sortie :
  - États-Unis : 12 mars 2022 (avant-première au festival South by Southwest), 24 février 2023 (sortie limitée au cinéma)
  - France : 9 décembre 2022 (avant-première au Paris International Fantastic Film Festival)

## Distribution
- Jim Gaffigan : Cameron Edwin / Kent Armstrong
- Rhea Seehorn : Erin Edwin
- Katelyn Nacon : Nora Edwin
- Gabriel Rush : Marc
- Amy Hargreaves : Linda
- Michael Ian Black (en) : Tony
- Tony Shalhoub : Dr Alvin
- Roger Hendricks Simon : Mac
- Elisabeth Henry : la femme mystérieuse
- West Duchovny : Darcy